# Wasserkunst Gotha

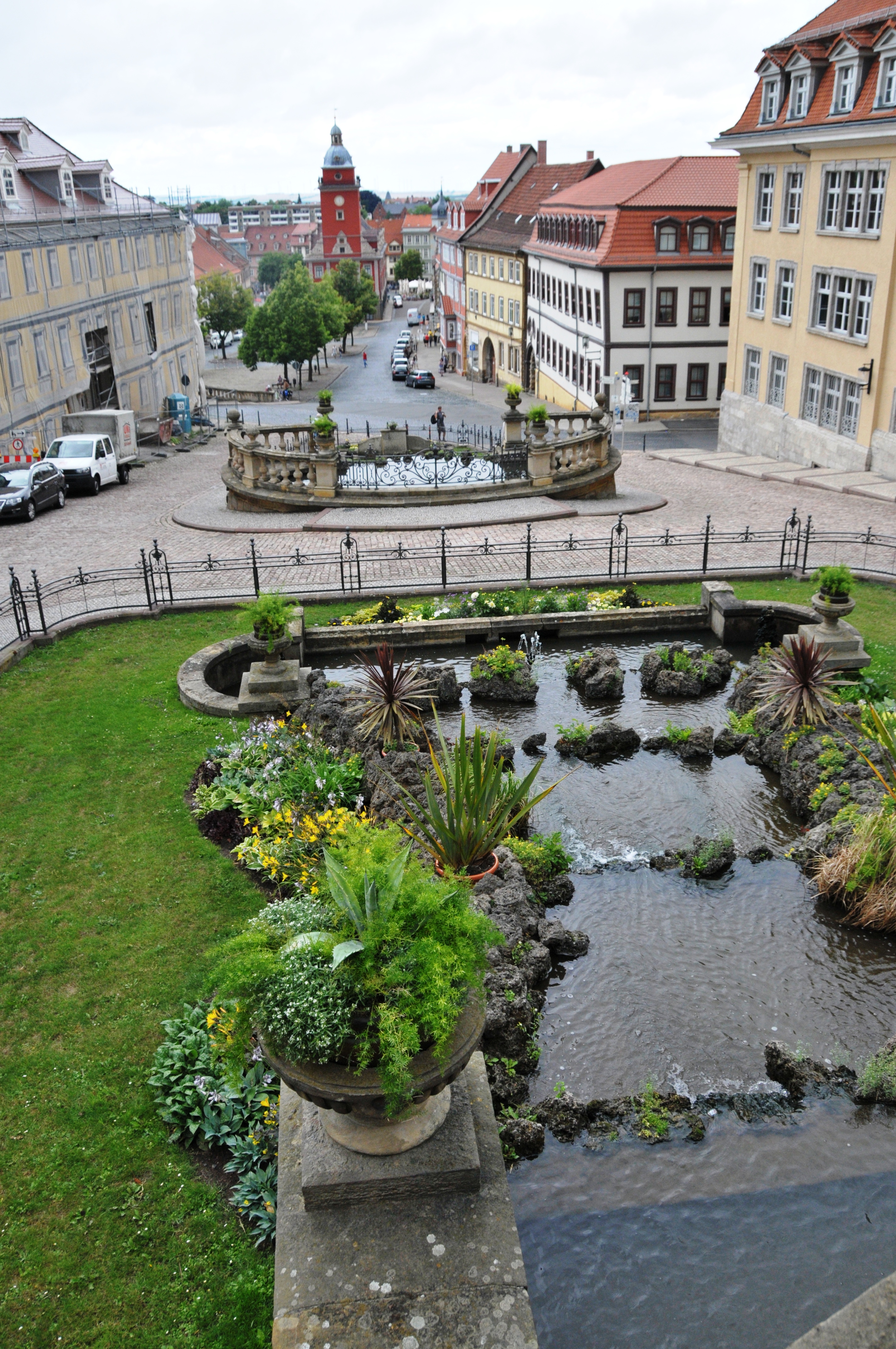
Blick von der Wasserkunst zum Hauptmarkt mit dem Rathaus

Die Wasserkunst Gotha ist ein 1895 fertiggestelltes System zur Bewässerung von Brunnen und Springbrunnen sowie zur örtlichen Wasserversorgung und zugleich eine Sehenswürdigkeit in der historischen Altstadt Gothas.

## Geschichte

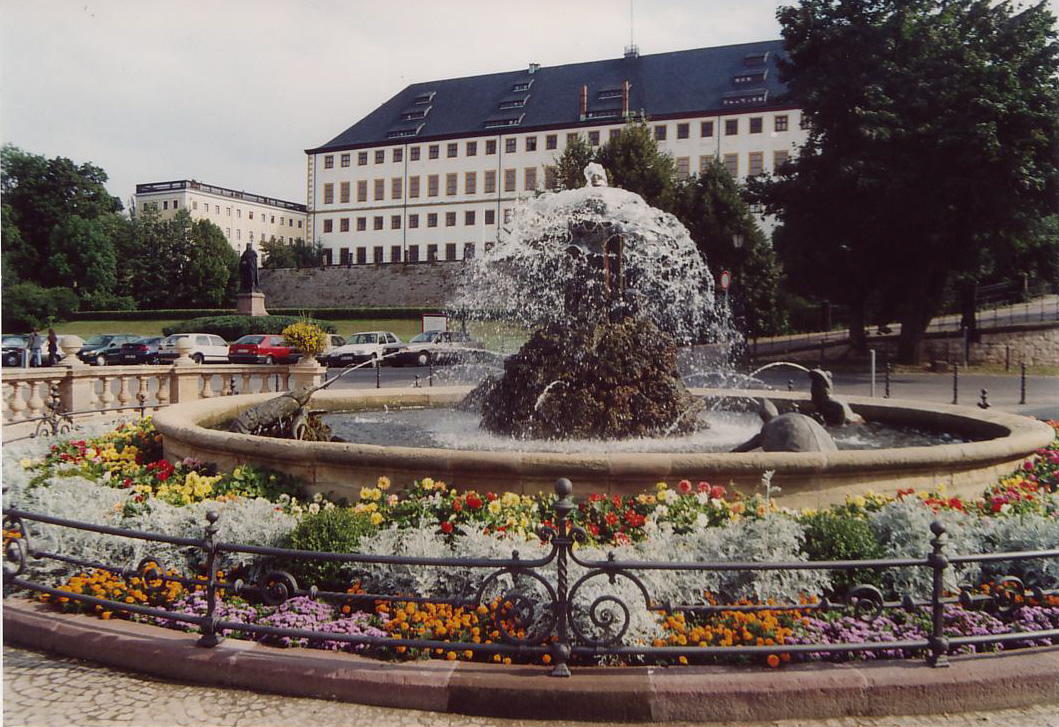
Oberer Springbrunnen mit wasserspeienden Fröschen und Echsen, im Hintergrund das Schloss

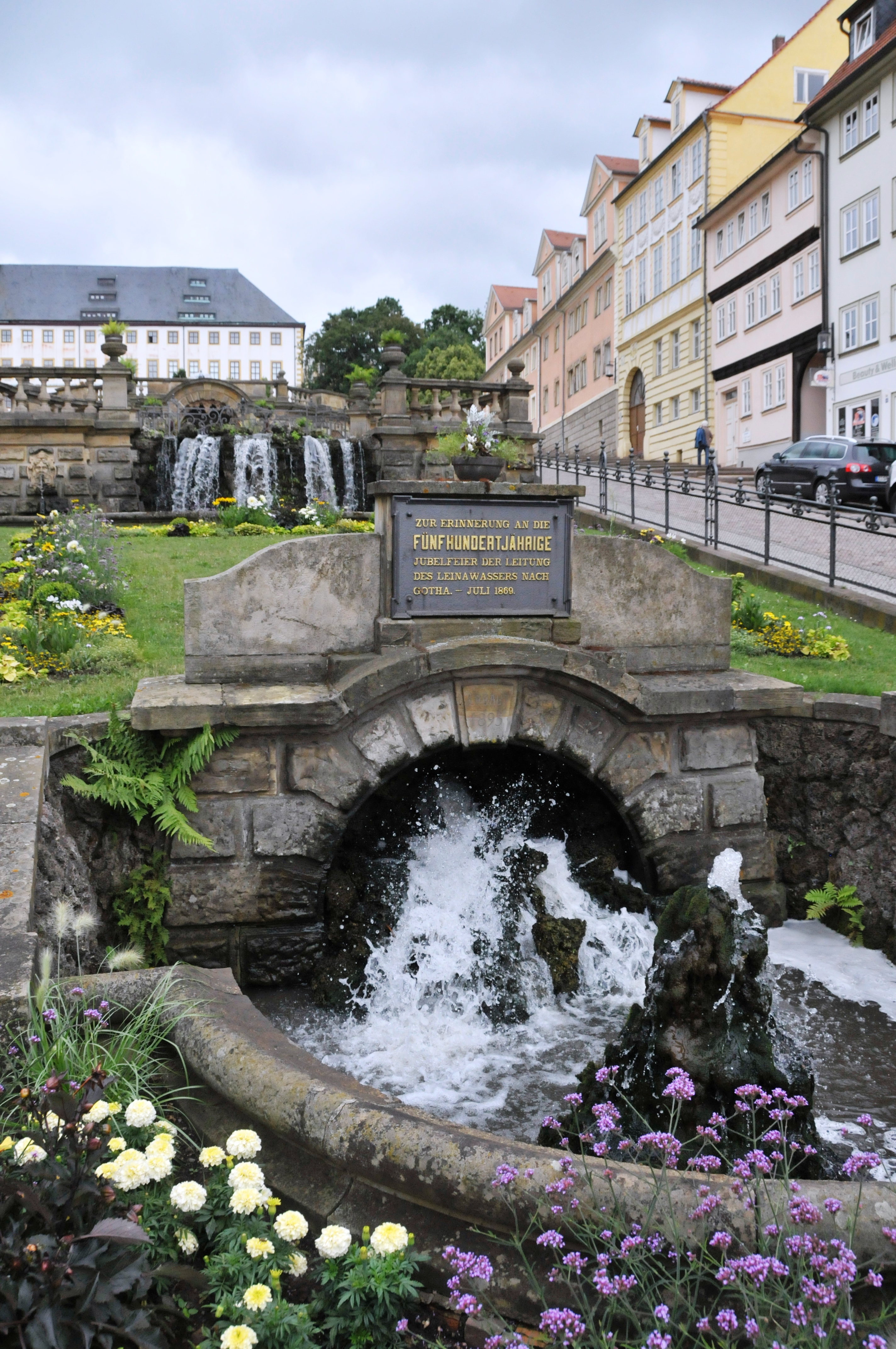
Unterer (vorne) und mittlerer Teil

Mit der wachsenden Einwohnerzahl und in Anbetracht häufiger Brände genügten die städtischen Brunnen nicht mehr den Anforderungen, so dass im 15. Jahrhundert der Leinakanal gebaut wurde, der über eine Strecke von rd. 30 km und bei einem Höhenunterschied von 101 m die Stadt mit Wasser aus dem Thüringer Wald versorgte. Ein hölzernes Pumpwerk in der Stadt konnte das Wasser bis auf Schloss Friedenstein befördern. Hieraus entstand im Laufe der Jahre ein weitverzweigtes Rohrleitungssystem zur Wasserversorgung der herzoglichen Anlagen, Gebäude, Wohnungen, Teiche und Brunnen.
Das Leinakanalwasser betrieb auch zahlreiche Mühlen und floss mitten durch die Stadt. Dort, am oberen Ende des Hauptmarktes, direkt unterhalb des Schlosses, stand seit 1387 die Bergmühle am Schlossberg.
Seit Mitte des 19. Jahrhunderts beförderte die Aktiengesellschaft für die Wasserversorgung der Stadt Gotha Quellwasser vom Mittelwassergrund (südlich von Tambach-Dietharz) in einen Hochbehälter am Hirzberg zwischen Wipperoda und Wannigsroda und in einer geschlossenen Leitung nach Gotha. Hugo Mairich begann schon 1890 mit Planungen zur Umgestaltung des Schlossbergs und dem Bau der Wasserkunst und der Pumpstation. Seine Pläne sahen eine Anlage vor, die das Wasser des Leinakanals über Springbrunnen, Fontänen, Wasserfälle und -strudel vom Schloss zum Hauptmarkt leitet.
Nachdem im Mai 1895 die dort stehende Bergmühle abgerissen worden war, wurde die neue Wasserkunst (Wasserspiele) aus deren Steinen erbaut und am 15. Oktober 1895 feierlich eingeweiht. Das neue Pumpwerk (Neue Wasserkunst) im Keller des Lucas-Cranach-Hauses ist bis heute in Betrieb.
1995 erfolgte die Rekonstruktion der Gothaer Wasserkunst (Pumpanlage und Wasserspiele) zum 100. Jahrestag ihrer Errichtung 1895.
Die liebevoll gestaltete Anlage stellt heute eine im Wesentlichen dreiteilige Wasserspiel- und Brunnenanlage dar, die seit ihrer Erbauung zu den wichtigsten Sehenswürdigkeiten der Stadt gehört. Sie ist in den Wintermonaten nicht in Betrieb. Ihre feierliche Inbetriebnahme erfolgt jeweils am ersten Maiwochenende anlässlich des Gothardusfestes.

## Beschreibung
Über drei Ebenen in einer Länge von etwa 72 m fließt das Wasser vom Springbrunnen an der Friedrich-Jacobs-Straße Richtung NNW. Das Wasser fällt über einen Wasserfall in die nächste Ebene mit mehreren gleichen Teichen in unterschiedlicher Höhe. Das Wasser wird sodann unter einer kurzen Stichstraße zum unteren Teil geführt. Hier erinnert eine Gedenktafel von 1869 an die 500jährige Jubelfeier der Leitung des Leinawassers nach Gotha.

## Historische Pumpanlage der Neuen Wasserkunst Gotha und Ausstellung zum Leinakanal im Gothaer Lucas-Cranach-Haus

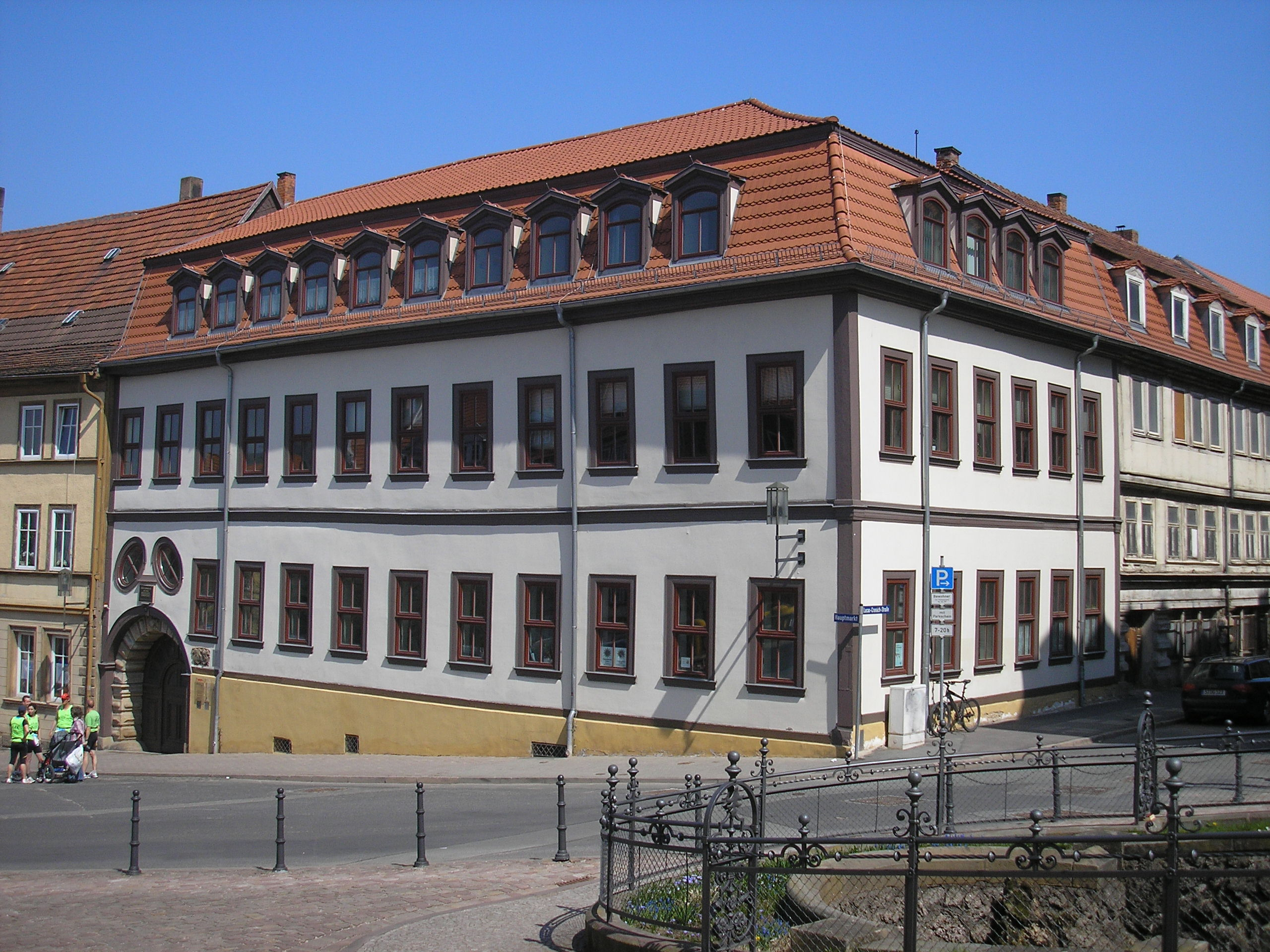
Lucas-Cranach-Haus am oberen Hauptmarkt in Gotha

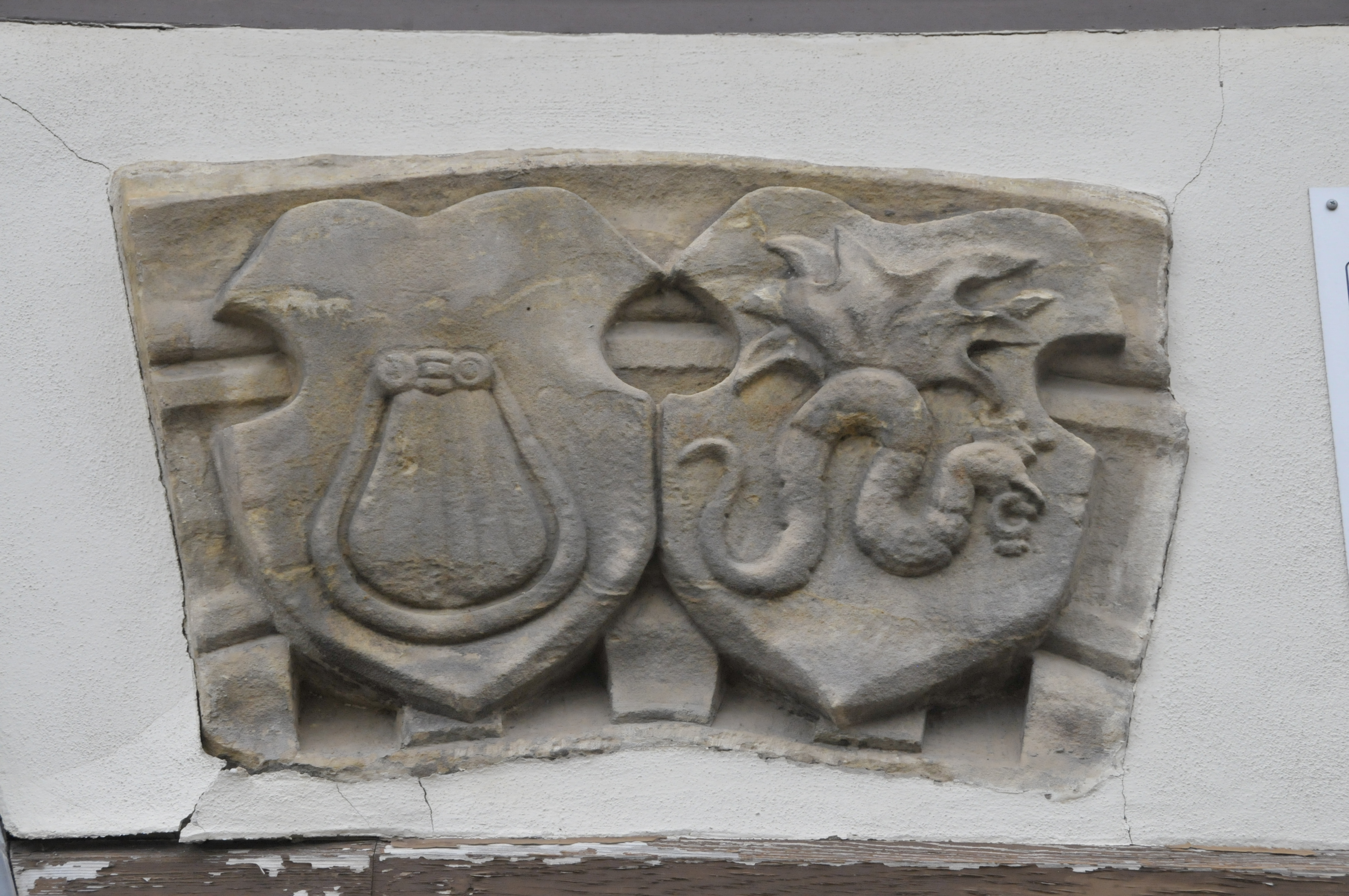
Wappentafeln am Portal des Cranachhauses

Am oberen Hauptmarkt (Markt 17) in Gotha befindet sich das „Lucas-Cranach-Haus“.

### Geschichte des Lucas-Cranach-Hauses
Das zweigeschossige Barockgebäude befindet sich anstelle eines Gebäudes, welches dem Renaissance-Maler Lucas-Cranach dem Älteren (1472–1553) einst gehörte. Er heiratete 1504 Barbara Brengbier, deren Vater, der Gothaer Ratsmeister Jost Brengbier, Besitzer dieses Grundstückes war. Später ging das Haus durch Erbschaft in das Eigentum von Lucas Cranach dem Älteren über. Von diesem Gebäude sind allerdings nur noch der Keller mit schönem Kreuzgewölbe, das Portal mit Wappentafeln und ein Hauszeichen original erhalten. 1553 erbte Georg Dasch das Haus. Später war die Familie von Wangenheim Eigentümer. Das heutige Gebäude entstammt der Zeit nach 1632 (großer Stadtbrand von Gotha). Das Portal zeigt die Wappen der Familien Dasch (eine Tasche) und Cranach (geflügelte Schlange). 1853 befand sich die „Höhere Töchter Schule Gotha“ im Gebäude. Von 1852 bis 1986 wurde es als Schule genutzt. Seit 1854 gehört das Gebäude der Stadt Gotha und wird heute für verschiedene Veranstaltungen und Ausstellungen genutzt. Seit 1872 (400. Geburtstag Cranachs) wird es „Lucas-Cranach-Haus“ genannt. Aktuell wird im Gebäude eine Ausstellung zur Geschichte des Leinakanals und der Gothaer Wasserkunst (Pumpanlage und Wasserspiele) gezeigt.

### Geschichte der Neuen Wasserkunst (Pumpwerk Gothas) im Lucas-Cranach-Haus
Nachdem in Gotha wohl seit dem 15. Jh. eine alte Wasserkunst (Pumpanlage) existierte, die Wasser des Leinakanals bis auf den Gothaer Schloßberg pumpte, wurde 1895 eine „Neue Wasserkunst“ (Pumpwerk) durch Ingenieur Hugo Mairich im Keller des Cranach-Hauses eingebaut. Der Vorschlag dazu war bereits 1890 durch Hugo Mairich erfolgt. Die Gothaer Maschinenfabrik Briegleb & Hansen (siehe: August Briegleb (1840–1924) und Wilhelm Hansen) installierte im Keller des Lucas-Cranach-Hauses eine Pumpen- und Turbinenanlage für den Betrieb der Springbrunnen sowie zur Stromerzeugung. Dabei treibt eine Turbine mit dem Wasser des Leinakanals einen Generator zur Stromerzeugung an und zusätzliche Pumpen, die das Wasser auch heute noch bis auf den Schloßberg pumpen. Die Anlage im Keller des Gebäudes ist fast unverändert bis heute in Betrieb und speist die Springbrunnen und Wasserspiele Gothas. 1995 wurde die Pumpenanlage einschließlich der Wasserkunst restauriert. Sie kann besichtigt werden.